# Jean Vernières
 (juillet 2011).
Si vous disposez d'ouvrages ou d'articles de référence ou si vous connaissez des sites web de qualité traitant du thème abordé ici, merci de compléter l'article en donnant les références utiles à sa vérifiabilité et en les liant à la section « Notes et références ».
Jean Joseph Félix Vernières (1er mai 1921 à Clermont-Ferrand - 19 décembre 1944 à Clermont-Ferrand) est un agent du Sipo-SD de Clermont-Ferrand, fondé par Georges Mathieu, pendant la Seconde Guerre mondiale.

## Biographie

### Famille
Il est le fils de Louis Vernières et de Jeanne Baconnet, pharmaciens de Clermont-Ferrand, et a deux sœurs et un frère, Gérard, abattu par la Résistance quelques semaines avant la Libération. Il fait des études secondaires, mais ne possède aucun diplôme.

### En Allemagne
Vernières part le 5 mars 1943 pour le service du travail obligatoire, et est affecté à Auschwitz en tant que manœuvre, puis magasinier. Sur recommandation d'un capitaine allemand ami de son frère, il entre au service de la Werkschutzpolizei, pour laquelle il doit secrètement identifier les actes de sabotages tout en continuant ses activités. Identifié par ses coéquipiers en novembre 1943, il devient interprète-contrôleur grâce à ses progrès en allemand à la suite d'un changement d'interprète. Il est renvoyé en France fin février 1944, après avoir fait arrêter une soixantaine d'ouvriers coupables d'actes de sabotage. Il déclarera, lors de son procès, avoir agi « uniquement par idéal car la majorité des saboteurs n'étaient que des révolutionnaires communistes ».

### Collaboration
Vernières arrive à Clermont-Ferrand le 1er mars 1944. Suivant l'exemple de son frère, il adhère à la Milice. Puis il se présente le 4 mars à Ursula Brandt (à la Gestapo), où il explique qu'il travaillait déjà pour la Gestapo en Allemagne et apporte des renseignements sur une organisation de résistants dont fait partie son ami Louis Bresson, et qui déboucheront sur l'arrestation de membres du réseau Jade-Fitzroy, puis du réseau Alibi. Brandt lui conseille de s'infiltrer en se faisant passer pour permissionnaire ne souhaitant pas rentrer en Allemagne, puis se renseigne sur lui auprès de Georges Mathieu, qui lui indique que Vernières est un fervent collaborateur.
Vernières entre officiellement à la Gestapo de Clermont-Ferrand le 9 mars 1944, et fait partie du (Sonderkommando) créé par Georges Mathieu. Pendant cinq mois, il prend part aux opérations contre les maquisards et aux arrestations de résistants, et commet également huit ou neuf meurtres avec torture et quatre viols. Il arrête lui-même le lieutenant-colonel André Friess, chef régional de l'Organisation de résistance de l'armée.

### Fuite
Le 23 août 1944, Vernières quitte Clermont-Ferrand avec la Gestapo, après avoir brûlé les archives du Sipo-SD de Clermont-Ferrand. Il rejoint Nancy, où il attend la Libération avec l'espoir d'émigrer aux États-Unis. Lorsque Nancy est libérée, Vernières se fait passer pour un rescapé du camp d'Auschwitz, qu'il n'a aucun mal à décrire, puisqu'il y a effectué son STO,, et obtient des papiers au nom de Jean Voyer. Il se rend à Paris afin de se faire engager comme parachutiste et se faire transporter au Canada.
Alors qu'il tente de se faire embaucher sous le nom de Jean Voyer au centre des déportés politiques à Paris, le 9 octobre 1944, il est reconnu. Arrêté à 19 h, il est transféré le 11 octobre à Clermont-Ferrand.

### Procès
Lors de son procès, les témoins s'accordent à dénoncer le sadisme de Vernières, qu'ils qualifient de « plus cruel de tous », comparé à Georges Mathieu, Louis Bresson et Paul Sautarel.
Vernières répond ne rien regretter et avoir agi par idéal, conduit par l'anticommunisme et le sentiment que « seul le national-socialisme pouvait refaire la France ».
Vernières est condamné à mort et fusillé le 19 décembre 1944 au Puy de Crouel.